# Clément Schneider
Pour les articles homonymes, voir Schneider.
Clément Schneider est un réalisateur et producteur français né en 1989.

## Biographie
Après ses études à La Femis (département « Réalisation ») au cours desquelles il réalise en 2012 un premier long métrage, Études pour un paysage amoureux, Clément Schneider cofonde en 2014 la société de production Les Films d'Argile.
Pendant le confinement (en avril-mai 2020), il tourne avec Joseph Minster un court métrage d'anticipation, Et de l’herbe, et des fleurs, et de l’eau qui utilise les techniques de visioconférence et d'écran divisé.
Il participe à la réalisation de courts métrages avec le collectif de jeunes réalisateurs Le Moulin à la MJC André Malraux de Montbard.
Engagé à l'Acid, il en est le co-président en 2021, puis vice-président en 2023. En octobre 2022, il prend part à l'appel à des états généraux du cinéma durant lesquels il s'oppose au néolibéralisme dans le monde de la culture et demande à « repenser le regard que l’art et essai a sur lui-même, en remettant au centre la notion de recherche. »

## Filmographie
Source

### Courts métrages
- 2013 : Où se rue le silence
- 2015 : Carnet de bal
- 2016 : La Route de la soie
- 2017 : Île-Errance
- 2021 : Et de l’herbe, et des fleurs, et de l’eau (avec Joseph Minster)

### Longs métrages
- 2013 : Études pour un paysage amoureux
- 2018 : Un violent désir de bonheur
- 2021 : La Cure (coréalisateur : Simon Rembado)
- 2024 : La Fin de l'âge de fer